# إحنا أهل (مسرحية)

## فكرة المسرحية
مسرحية كوميدية اجتماعية توعوية قصيرة من أخراج عبدالله الحسن وتمثيل الفنان طارق العلي و سمير الناصر تسعى إلى توعية المجتمع العربي والمسلم إلى مشكلة التفرقة العنصرية والطائفية التي تعاني منها المجتمعات العربية والمسلمة مما سبب العديد من الحروب الطائفية في العالم والشرق الأوسط تحديداً.

## القصة
تحكي المسرحية عن عائلتين تقطنان في منزلين ملتصقين تسود بينهم المحبة والوئام حتى يقرر أحد أبناء العائلتين الزواج ويقترح عليهم طارق العلي بدور الشيطان شراء منزل جيرانهم لتوسيع منزلهم ويشتد النزاع بين الصديقين خالد وجعفر بفتنة من الشيطان مما يسبب خصومة بينهما ولكن يتداركها الكبار بحكمتهم وخبرتهم بالحياة ويستطيعون جميعاً طرد الشيطان الي أراد نشر التفرقة والكراهية بينهم ليذهب للبحث عن مكان أخر لنشر التفرقة والكره فيه.